# ハイム・ナフマン・ビアリク
ハイム・ナフマン・ビアリク（ヘブライ語: חיים נחמן ביאליק, ラテン文字転写: Chayyim Nachman Bialik, 1873年1月9日　ヴォルィーニ・ラディ Radi - 1934年7月4日 ウィーン）はウクライナ出身のヘブライ語詩人。
1924年イスラエルの地に帰還した。深く、伝統に根ざした抒情詩で知られる。
彼はヘブライ語詩人であるので民族主義的立場を取り、作品はユダヤ人の民族的感情を熱烈に歌い上げているといわれる。
イスラエルの「国民詩人」とみなされている。
1934年、ウィーンの病院で手術に失敗した為、死去。遺体はイスラエルに帰還した人々の手により、国民的詩人として、テルアビブに埋葬された。1968年発行の旧10イスラエル・リラ紙幣に肖像が使用されていた。

## 英語での生涯に関する文献案内
- Selected Writings (poetry and prose) London, Hasefer, 1924; New York, New Palestine, 1926; Philadelphia, Jewish Publication Society, 1939; New York, Histadrut Ivrit of America, 1948; New York, Bloch, 1965; New York, Union of American Hebrew Congregations, 1972; Tel Aviv, Dvir and the Jerusalem Post, 1981; Columbus, Alpha, 1987
- The Short Friday Tel Aviv, Hashaot, 1944
- Knight of Onions and Knight of Garlic New York, Jordan, 1939
- Random Harvest - The Novellas of C. N. Bialik, Boulder, Colorado, Westview Press (Perseus Books), 1999
- The Modern Hebrew Poem Itself (2003), ISBN 0814324851